# Max von Essen
Max von Essen (Long Island, 11 gennaio 1974) è un attore e tenore statunitense.

## Biografia
Dopo la laurea all'Università della Carolina del Nord a Chapel Hill, è stato corista nella tournée di Liza Minnelli e ha recitato in produzioni regionali e tour europei e statunitensi di musical come West Side Story, Chicago, The Fantasticks e A Christmas Carol. Ha fatto il suo debutto a Broadway nel 2000 come uno dei discepoli nel revival di Jesus Christ Superstar, a cui seguì nel 2002 la prima produzione di Broadway di Tanz der Vampire con Michael Crawford.
Dopo aver recitato in parti principali in produzioni regionali di Hair, My Fair Lady e Cabaret, nel 2006 tornò a Broadway nel ruolo di Enjolras nel musical Les Misérables. Nella stagione 2012-2013 fu ancora a Broadway nel revival di Evita, in cui recitava il ruolo di Magaldi era il sostituto di Ricky Martin nel ruolo di Che. Nel 2015 era nuovamente a Broadway con An American in Paris e per la sua performance nel ruolo di Henry Baurel è stato candidato all'Outer Critics Circle Award, Drama Desk Award e Tony Award al miglior attore non protagonista in un musical. Nel 2019 si unisce al tour statunitense del musical Falsettos nel ruolo del protagonista Marvin, mentre nel 2023 torna a Broadway come Billy Flynn in Chicago.
Max von Essen è apertamente gay.

## Filmografia parziale

### Cinema
- Sex and the City 2, regia di Michael Patrick King (2010)
- Lo stagista inaspettato (The Intern), regia di Nancy Meyers (2015)

### Televisione
- The Beautiful Life – serie TV, episodio 1x04 (2009)
- Gossip Girl – serie TV, episodi 5x11-5x13 (2012)
- Royal Pains – serie TV, episodio 4x14 (2012)
- The Good Wife – serie TV, episodi 5x07-5x15 (2013-2014)
- The Affair - Una relazione pericolosa (The Affair) – serie TV, episodio 2x09 (2015)
- Boardwalk Empire - L'impero del crimine (Boardwalk Empire) – serie TV, episodio 5x06 (2014)
- Elementary – serie TV, episodio 4x18 (2016)
- Law & Order - Unità vittime speciali (Law & Order: Special Victims Unit) – serie TV, episodio 18x01 (2016)
- The Blacklist – serie TV, episodio 9x14 (2022)
- Law & Order - I due volti della giustizia (Law & Order) – serie TV, episodio 23x09 (2024)
- Dexter: Resurrection – serie TV, episodio 1x02 (2025)